# Arcevia
Arcevia är en ort och kommun i provinsen Ancona i regionen Marche i Italien. Kommunen hade 4 408 invånare (2018).